# Parc naturel de Puebla de San Miguel
Le parc naturel de Puebla de San Miguel est une aire protégée créé dans la Communauté valencienne en 2007. Le parc naturel est situé dans la commune de Puebla de San Miguel, dans la Province de Valence,.

## Description
Le site couvre une superficie de 6 346 hectares et a été déclaré parc naturel par la Généralité valencienne le 25 mai 2007. C'est la partie la plus accidentée de la région du Rincón de Ademuz, une enclave située entre les provinces de Cuenca et Teruel, sur les contreforts occidentaux de la chaîne de la Sierra de Javalambre (es). 

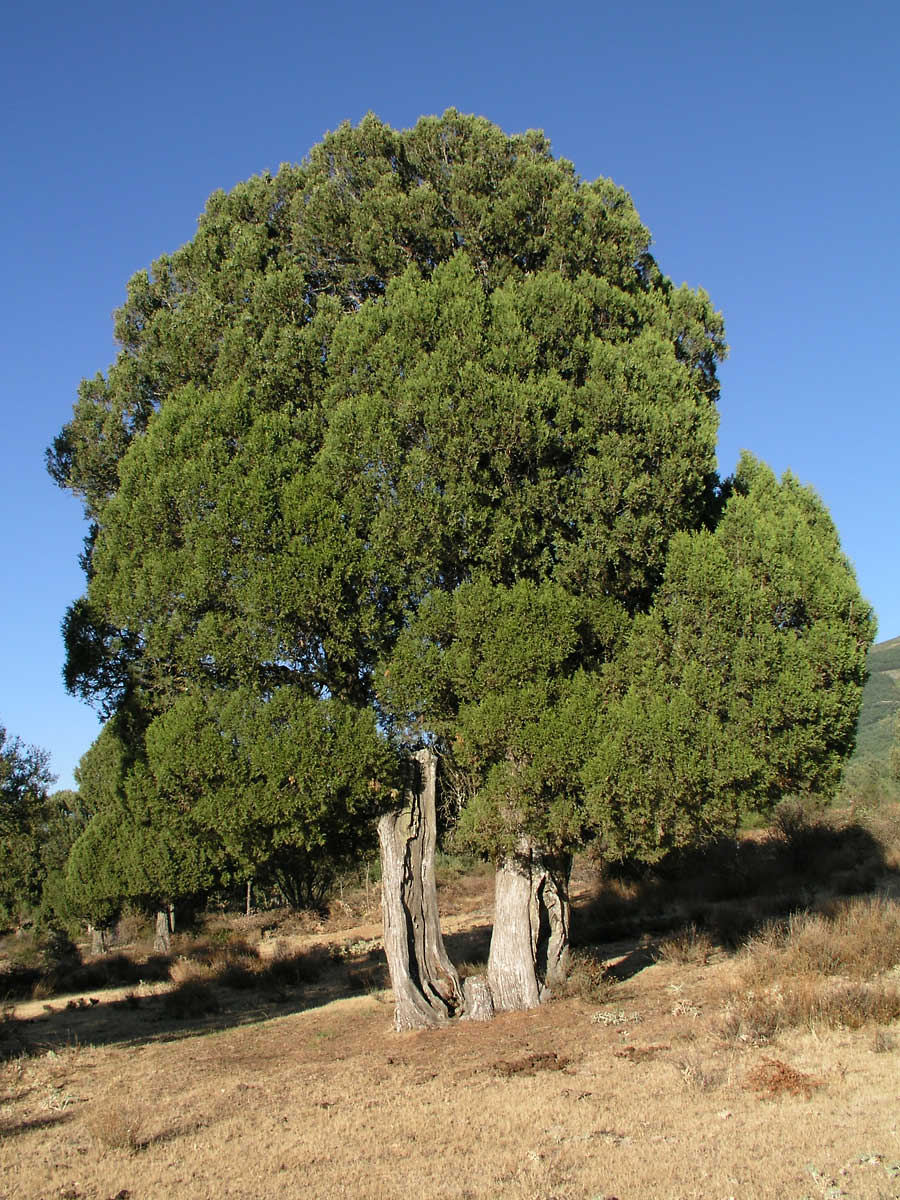
Genévrier thurifère.

Dans ce parc se trouvent des écosystèmes très particuliers, tels que des forêts de genévriers thurifères, de chênes verts et la plus grande population d'ifs de la province de Valence.
Plus d'un tiers de la superficie du parc dépasse 1 400 m d'altitude, configurant un paysage aux pentes abruptes et à la quasi-absence d'espaces plats. La hauteur maximale se situe à l'Alto de las Barracas (es), qui avec ses 1 839 m représente le sommet de la Communauté valencienne. Le haut degré de conservation de ces écosystèmes est principalement dû à la faible pression anthropique.

## Faune
On y trouve un grand nombre de rapaces comme l'aigle botté (Hieraaetus pennatus), l'aigle impérial (Aquila heliaca), l'effraie des clochers (Tyto alba), le circaète Jean-le-Blanc (Circaetus gallicus), le milan noir (Milvus migrans), entre autres. 
Parmi les mammifères se distinguent le bouquetin ibérique (Capra pyrenaica), le chevreuil d'Europe (Capreolus capreolus), le cerf élaphe (Cervus elaphus), le sanglier (Sus scrofa), la fouine (Martes foina) et le chat sauvage (Felis silvestris). 
Parmi les reptiles, la vipère de Lataste (Vipera latastei), plusieurs espèces de serpents et le lézard ocellé (Timon lepidus). 
Large représentation d'amphibiens et d'insectes, parmi lesquels se distinguent les papillons Graellsia isabelae et Parnassius apollo.

## Galerie

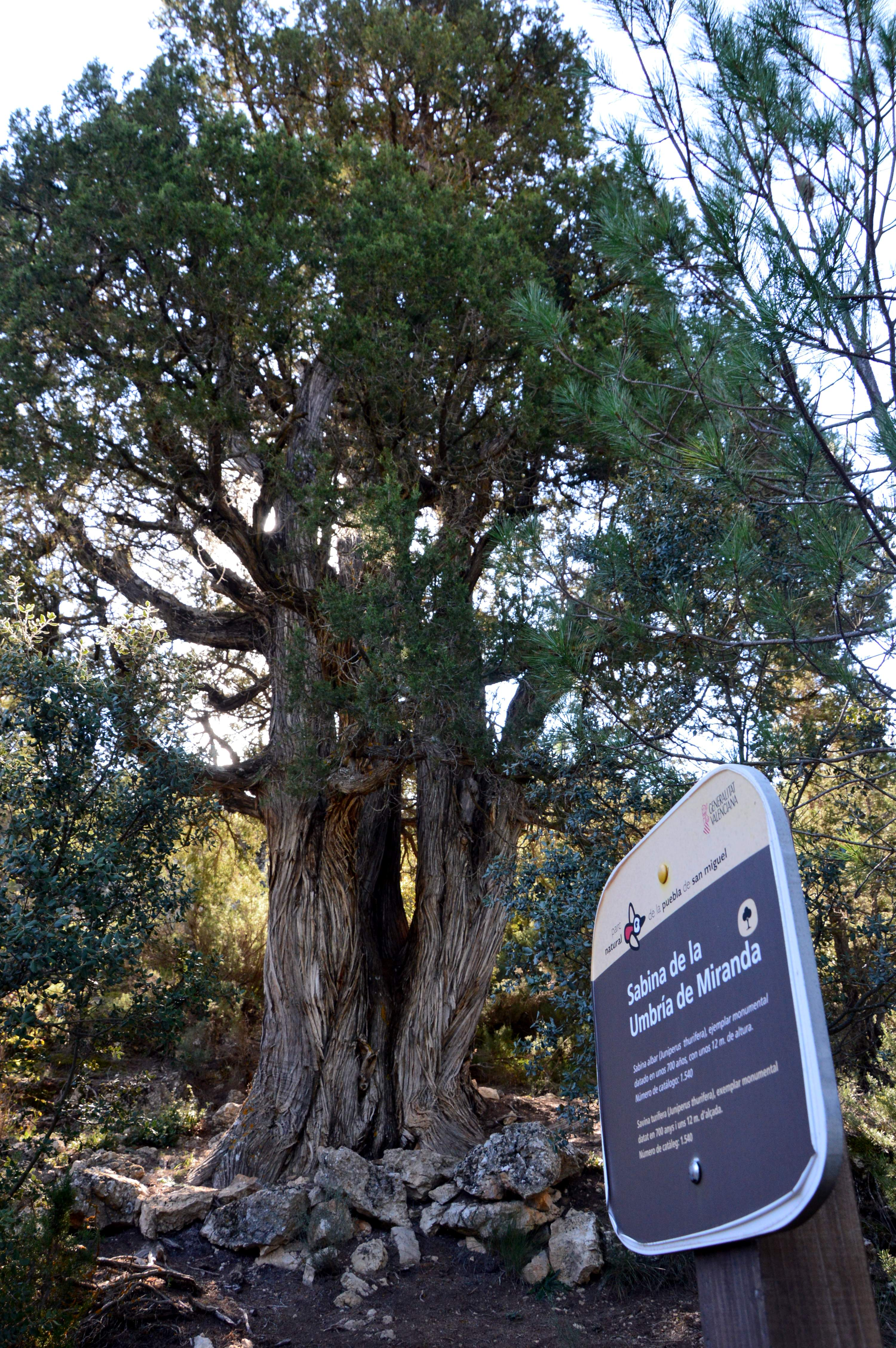
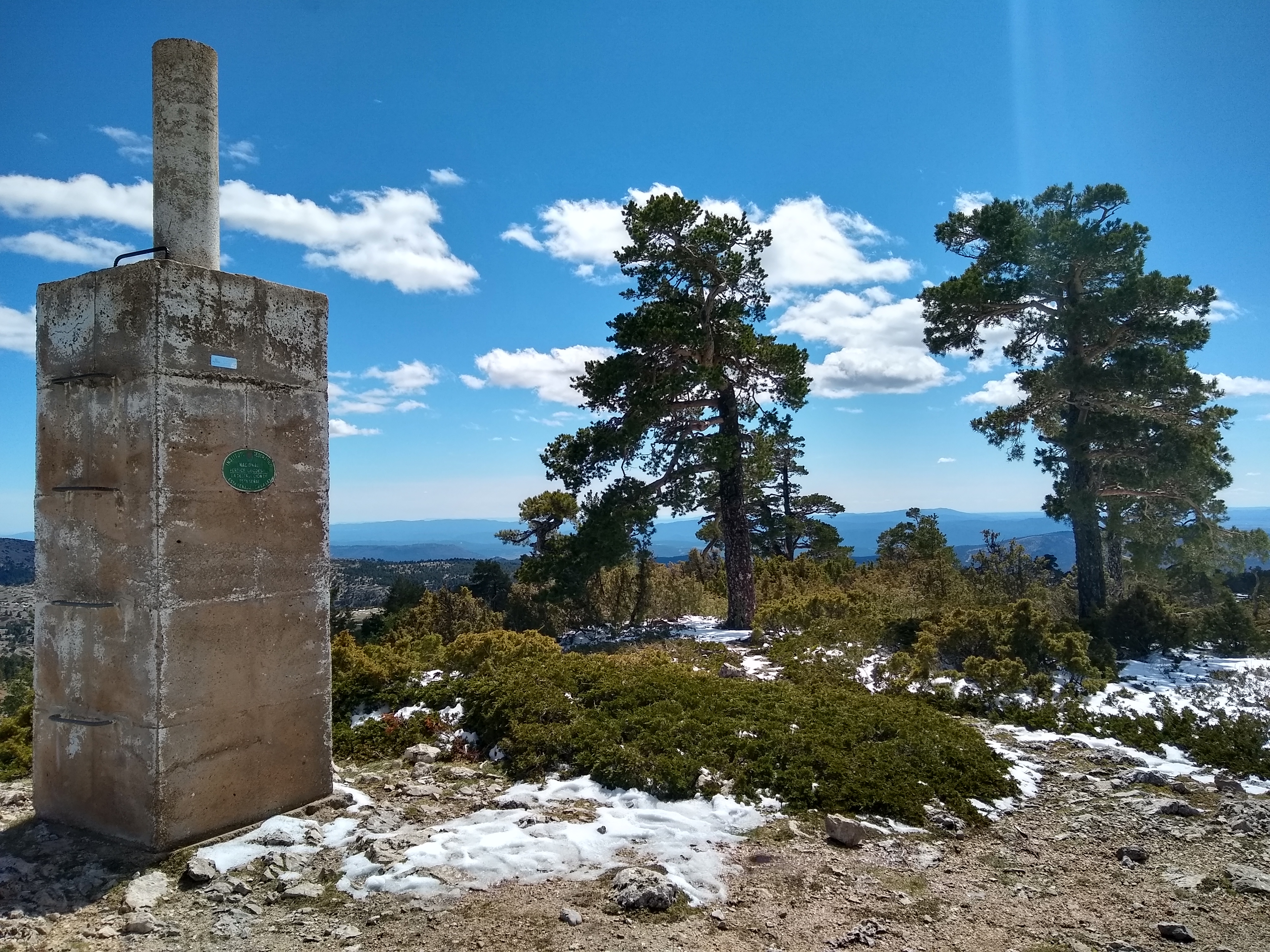